# El enemigo principal
El enemigo principal o Jatun auka és una pel·lícula boliviana del 1973 rodada en blanc i negre, en castellà i quítxua, i dirigida per Jorge Sanjinés, autor també del guió juntament amb Oscar Zambrano, en el que es fa una reflexió sobre l'ús de la violència en la revolució social com a part de l'organització de base. Els actors eren estudiants, camperols i obrers no professionals. Fou filmada sis anys després de la mort del Che Guevara a Bolívia.

## Sinopsi
A la comunitat indígena de Tankuy, situada a la serralada peruana, hi arriba un grup de guerrillers antiimperialistes amb l'ànim de reclutar voluntaris. La seva cosmovisió aviat xoca amb la dels indígenes. Per demostrar la veracitat de la seva oferta d'alliberar de l'explotació als pagesos, capturen, li fan un judici popular i afusellen a un hisendat i al seu capatàs que havien comès crims i terribles abusos. En deixar la zona davant la proximitat de l'exèrcit, proposen incorporar-se a les seves files als pagesos més decidits, però només aconsegueixen la incorporació d'uns pocs. Un vell líder indígena que oficia com a relator dels fets reflexiona sobre aquesta situació:
| « | Germans camperols […] Qui van destruir la vida dels nostres avantpassats? Van ser els explotadors […] aquest mateix esperit, aquest mateix ànim de conquesta, de despulla i de crueltat, es manté avui dia en els homes del present que exploten al nostre poble. Germans, nosaltres els expulsarem! Els escombrarem com s'escombra amb una escombra! | » |

## Anàlisi
La pel·lícula planteja un discurs marxista marcat i explícit, conceptes com a socialisme, imperialisme, explotació i lluita armada, són abordats, representats i explicats en la pel·lícula. La lluita de classes es planteja com a contradicció entre el terratinent i els pagesos. El poble té major importància com a personatge, convertint-lo en un dels protagonistes de la pel·lícula i no a un individu específic (protagonista col·lectiu).
Tanmateix, no és la comunitat la que conserva el protagonisme principal, ja que l'aparició de la guerrilla desplaça al poble com a protagonista de la pel·lícula, i des d'aleshores resta com a simple suport del grup guerriller. Al final de la pel·lícula, el protagonista col·lectiu passa a ser la guerrilla, mentre que el poble és massacrat per l'Estat.
El narrador planteja com a conclusions que l'imperialisme és l'enemic principal del poble i que cal combatre'l, mostra plans de la guerrilla caminant per la selva, plantejant la idea que els guerrillers són els que lluitaran contra aquest enemic, sense fer cap referència a la comunitat com a personatge.